# 弗罗维尔
弗罗维尔（法語：Vroville，法語發音：[vʁɔvil] ⓘ）是法国大東部大區孚日省的一个市镇，属于讷沙托区。

## 地理
弗罗维尔（48°17'12"N, 6°10'20"E）面积6.83 平方千米，位于法国大東部大區孚日省，该省份为法国东北部内陆省份，北起默兹省和默尔特-摩泽尔省，西接上马恩省，南至上索恩省和贝尔福地区省，东临上莱茵省和下莱茵省。
与弗罗维尔接壤的市镇（或旧市镇、城区）包括：阿埃维尔、阿维莱尔、马坦库尔、米尔库、沃洛特和塔蒂涅库尔、维莱尔。

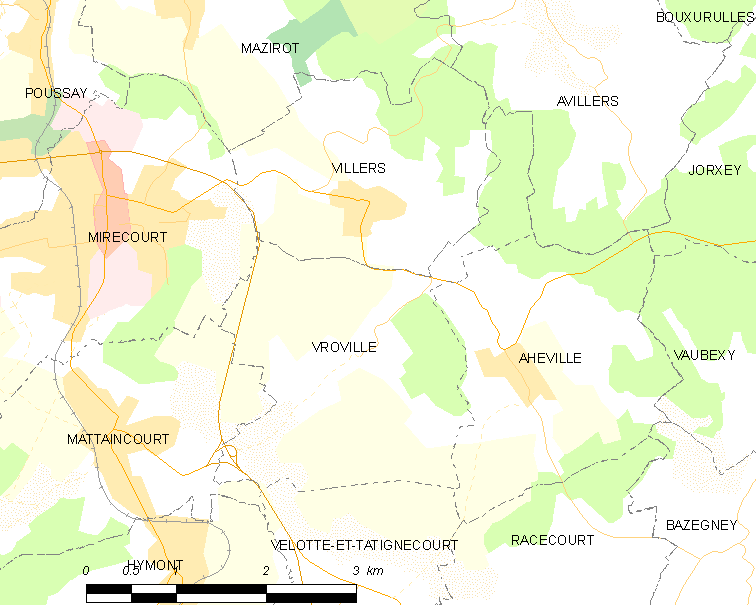
弗罗维尔的OSM定位图

弗罗维尔的时区为UTC+01:00、UTC+02:00（夏令时）。

## 行政
弗罗维尔的邮政编码为88500，INSEE市镇编码为88525。

## 政治
弗罗维尔所属的省级选区为米尔库尔县。

## 人口

1962-2008年间弗罗维尔人口变化图示

弗罗维尔于2022年1月1日时的人口数量为133人。